# Guro Knutsen Mienna
Guro Knutsen Mienna (nacida como Guro Knutsen el 10 de enero de 1985) es una exfutbolista noruega, que jugó para el Røun IL en la liga Toppserien y para el equipo de fútbol nacional femenino de Noruega.
Jugó junto a su hermana mayor Marie Knutsen durante varios años en el Røun.
Knutsen Mienna se perdió la temporada de 2013 entera por su embarazo y anunció su retirada del fútbol en enero de 2014.